# Лазерная захватывающая микродиссекция

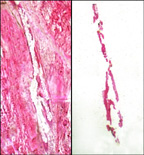
Эпителиальная клетка молочного протока, выделенная с помощью лазерной захватывающей микродиссекции.

Лазерная захватывающая микродиссекция — метод изоляции отдельных клеток с необходимыми характеристиками из биологических образцов ткани, позволяющий избежать возможных повреждений или изменений клетки либо минимизировать их.

## Процедура
Прозрачная плёнка накладывается на образец, затем нужные клетки идентифицируются под микроскопом. Под воздействием лазерного луча клетки слипаются с плёнкой и вместе с ней вынимаются из образца для дальнейшего исследования.

## Применение
ЛЗМ позволяет избежать повреждений морфологии клетки и её химического состава, что делает этот метод оптимальным при изучении ДНК, РНК, белкового состава клетки. Среди возможных образцов — мазки крови, цитологические препараты, культуры клеток, и даже замороженные и парафинированные образцы.

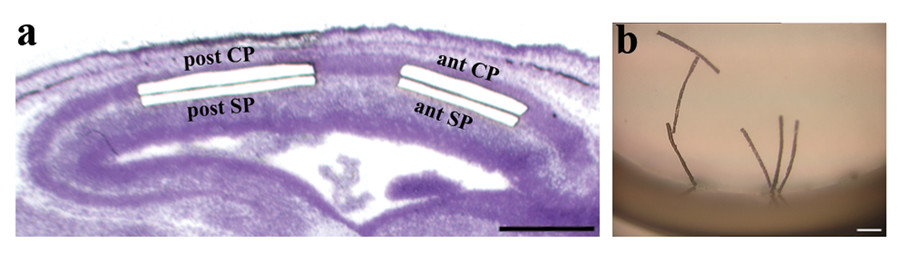
Захват четырёх клеточных популяций из эмбрионального мозга мыши. Wang et al., 2009.